# Roberto Abbado

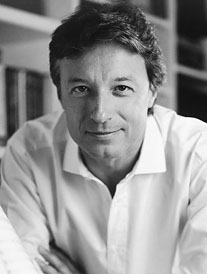
Roberto Abbado

Roberto Abbado (Milano, 30 dicembre 1954) è un direttore d'orchestra italiano.

## Biografia
Figlio di Marcello e nipote di Claudio, ha studiato pianoforte e composizione al Conservatorio di Milano con Bruno Bettinelli. Nel 1975 ha studiato a Vienna con Hans Swarowsky. Ha frequentato il corso di direzione d'orchestra con Franco Ferrara al Conservatorio Benedetto Marcello di Venezia e all'Accademia Nazionale di Santa Cecilia dove è stato invitato - unico studente nella storia dell’Accademia - a dirigere l’Orchestra di Santa Cecilia.
Nel 1978 fa il suo debutto operistico con Simon Boccanegra allo Sferisterio di Macerata con Renato Bruson, Cesare Siepi, Renato Francesconi ed Ilva Ligabue. Nel decennio successivo intraprende una rapida carriera europea, che lo porta sul podio del Teatro La Fenice a Venezia, del Teatro Massimo Vittorio Emanuele di Palermo, della Wiener Staatsoper, dell'Opernhaus Zürich e del Gran Teatre del Liceu di Barcellona e del Teatro Alla Scala di Milano, dove dirige le prime assolute delle opere di Flavio Testi Il sosia (1981) e Riccardo III (1987).
Nel 1985 debutta a Parigi con l'Orchestre national de France. Ha lavorato, fra le altre, con la Royal Concertgebouw Orchestra di Amsterdam, i Wiener Symphoniker, l'Orchestre national de France, l’Orchestre de Paris, la Staatskapelle Dresden, la Gewandhausorchester (Lipsia), la NDR Sinfonieorchester (Amburgo), la Sveriges Radios Symfoniorkester (Stoccolma), l'Orchestra Filarmonica di Israele, l’Orchestra di Santa Cecilia, l'Orchestra del Maggio Musicale Fiorentino, l'Orchestra Sinfonica Nazionale della Rai, la Filarmonica della Scala, l'Orchestra del Teatro Comunale di Bologna, l'Atlanta Symphony Orchestra, la Cincinnati Symphony Orchestra, la New World Symphony Orchestra, la Minnesota Orchestra, l'Orchestra Filarmonica Malese, l'Orchestra Sinfonica di Taipei.
Dal 1987 al 1989 è stato direttore principale del Teatro Municipal di Santiago del Cile.
Dal 1991 al 1998 è stato direttore stabile della Orchestra della Radio di Monaco.
Ha debuttato nel 1991 a New York, sul podio dell'Orchestra di St. Luke's. Da allora è tornato regolarmente negli Stati Uniti a dirigere le orchestre sinfoniche di Boston, Philadelphia, Chicago, Cleveland, San Francisco, nonché la Los Angeles Philharmonic, la Saint Paul Chamber Orchestra - di cui è uno degli “Artistic Partners” - collaborando con solisti come Yo-Yo Ma, Midori, Nigel Kennedy, Gil Shaham, Joshua Bell, Hilary Hahn, Vadim Repin, Sarah Chang, Yefim Bronfman, Mitsuko Uchida, Alfred Brendel, Radu Lupu, André Watts, Andras Schiff, Lang-Lang e Katia e Marielle Labèque.
Nel 1994 debutta al Metropolitan Opera House di New York con Adriana Lecouvreur, nel cast Mirella Freni, Stefania Toczyska e Sherrill Milnes. L'anno successivo il suo debutto per l'Opéra National de Paris all'Opéra Bastille con Lucia di Lammermoor con Mariella Devia e Placido Domingo.

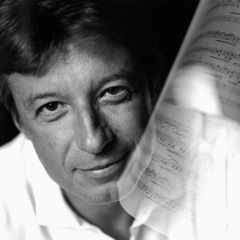
Roberto Abbado

Nel 2007 presso il Teatro alla Scala dirige la prima assoluta dell'opera Teneke di Fabio Vacchi. Appassionato interprete di musica contemporanea, il suo repertorio abbraccia compositori quali Luciano Berio, Bruno Maderna, Goffredo Petrassi, Sylvano Bussotti, Niccolò Castiglioni, Azio Corghi, Ivan Fedele, Luca Francesconi, Giorgio Battistelli, Michele dall’Ongaro, Giacomo Manzoni, Salvatore Sciarrino, Fabio Vacchi, Pascal Dusapin, Henri Dutilleux, Olivier Messiaen, Alfred Schnittke, Hans Werner Henze, Helmut Lachenmann, John Adams, Ned Rorem, Christopher Rouse, Steven Stucky e Charles Wuorinen.
Nel 2008 dirige il Concerto di Capodanno di Venezia dal Teatro La Fenice. Nello stesso anno è stato premiato con il Premio Franco Abbiati della critica musicale italiana per il miglior direttore dell'anno. Nel 2012 vince nuovamente il Premio Abbiati per Mosè in Egitto, messo in scena al Rossini Opera Festival di Pesaro.
Roberto Abbado ha diretto numerose prime mondiali e nuove produzioni di opere liriche, tra le quali si ricordano Fedora ed Ernani al Metropolitan di New York; I vespri siciliani alla Wiener Staatsoper; La Gioconda, Lucia di Lammermoor, La donna del lago; L’amour des trois oranges, Aida e La traviata alla Bayerische Staatsoper; Le comte Ory, Attila, I Lombardi alla prima crociata, Il barbiere di Siviglia, Phaedra di Henze (in prima italiana), e Anna Bolena al Maggio Musicale Fiorentino; Don Giovanni alla Deutsche Oper di Berlino; Simon Boccanegra e La clemenza di Tito al Regio di Torino; La donna del lago all’Opéra Garnier di Parigi; Ermione, Zelmira e Mosè in Egitto al Rossini Opera Festival; la prima italiana di Der Vampyr di Marschner al Comunale di Bologna.
Di particolare rilievo le tournée sinfoniche con l’Orchestra Filarmonica di Israele (Spagna 2005), la Chamber Orchestra of Europe (Europa 2006), la Saint Paul Chamber Orchestra (Europa 2007), il Maggio Musicale Fiorentino (Festival Enescu di Bucarest 2009), l’Orchestra Verdi di Milano (Svizzera 2009), l’Orchestre Philharmonique de Monte-Carlo (Russia 2011) e la Boston Symphony Orchestra (East Coast, USA, 2011).
Nelle ultime stagioni ha diretto La Favorite al Festival di Salisburgo (con Juan Diego Flórez ed Elīna Garanča), Don Pasquale e Samson et Dalila al Palau de les Arts di Valencia, La Gioconda, Maometto II e Lucia di Lammermoor al Teatro dell’Opera di Roma, Norma al Teatro Regio di Torino, Macbeth (regia di Bob Wilson) e Parsifal al Teatro Comunale di Bologna, Rigoletto al Metropolitan di New York, La traviata e Simon Boccanegra a Hong Kong.
Più recentemente è salito sul podio del Teatro Real di Madrid con Norma, dell’Opera di Shanghai con La traviata, dell’Opera di Roma con Benvenuto Cellini e Andrea Chénier, del Palau de les Arts di Valencia con A Midsummer Night's Dream, I vespri siciliani e Tancredi, e del Rossini Opera Festival con Le Siège de Corinthe e del Théâtre des Champs Elysées con Lucia di Lammermoor.
In ambito sinfonico dal 2015 ha diretto le orchestre di San Francisco, Dallas e Atlanta, del Minnesota, la New World Symphony, la MDR-Sinfonieorchester di Lipsia, la Saint Paul Chamber Orchestra e la Malaysian Philharmonic.
Nel 2015 è stato nominato direttore musicale del Palau de les Arts Reina Sofia di Valencia.
Dal 2018 è direttore musicale del Festival Verdi di Parma.
Attualmente è anche Direttore musicale della Filarmonica del Teatro Comunale di Bologna.

## Discografia
- Puccini: Turandot - Roberto Abbado/Münchner Rundfunkorchester/Eva Marton/Ben Heppner/Margaret Price, 1993 Sony/RCA.
- Donizetti: Don Pasquale - Roberto Abbado/Münchner Rundfunkorchester/Renato Bruson/Eva Mei/Frank Lopardo/Thomas Allen, 1994 Sony/RCA.
- Rossini: Tancredi - Roberto Abbado/Münchner Rundfunkorchester/Vesselina Kasarova/Eva Mei/Ramón Vargas/Verónica Cangemi, 1996 Sony/RCA. (Echo der Klassik 1997)
- Bellini: I Capuleti e i Montecchi - Roberto Abbado/Münchner Rundfunkorchester/Vesselina Kasarova/Eva Mei/Ramón Vargas/Umberto Chiummo/Simone Alberghini, 1998 Sony/RCA. (Pick of the Year 1999, BBC Music Magazine)
- Francesconi: Cobalt Scarlet, Rest - Roberto Abbado/Anssi Karttunen/Orchestra Sinfonica Nazionale della RAI, 2005 Stradivarius.
- Arias for Rubinis - Juan Diego Florez/Roberto Abbado/Accademia Nazionale di Santa Cecilia, 2007 Decca.
- Bel Canto - Elīna Garanča/Roberto Abbado/Filarmonica del Teatro Comunale di Bologna, 2009 Deutsche Grammophon. (Echo der Klassik 2010)
- L'amour - Juan Diego Florez/Roberto Abbado/Orchestra e Coro del Teatro Comunale di Bologna, 2014 Decca. (Diapason d'Or 2014)
- Garanca, Revive (Arie da opere) - Roberto Abbado/Orch. Valencia, 2016 Deutsche Grammophon

## DVD & BLU-RAY
- Giordano, Fedora - Roberto Abbado/Freni/Domingo, 1997 Deutsche Grammophon.
- New Year’s Concert 2008 – Roberto Abbado/ Orch. e Coro del Teatro La Fenice/Frittoli/Fraccaro/Furlanetto/Ezralow, 2008 Hardy Classic Video
- Rossini, Zelmira - Roberto Abbado/Florez/Aldrich/Kunde, 2009 Decca.
- Rossini, Ermione - Roberto Abbado/Ganassi/Kunde, 2009 Dynamic.
- Rossini, Mosé in Egitto - Roberto Abbado/Ganassi/Zanellato/Korchak, 2012 Opus Arte.